# مراکز پژوهشی در ایران
مراکز پژوهشی در ایران می‌بایست از وزارت علوم این کشور مجوزهای مربوط را کسب نمایند. فعالیت‌های پژوهشی در ایران به صورت سازمان یافته و تشکیلاتی با تأسیس انستیتو پاستور در سال ۱۲۹۹ شمسی آغاز شد. پس از آن هم، افزایش واحدهای پژوهشی که به صورت مستقل و اکثراً وابسته به دانشگاه‌ها یا وزارتخانه‌ها صورت گرفت.

## قانون بودجه سال ۱۳۹۸
بند ج تبصره ۲۱ لایحه بودجه ۹۸، دولتِ ایران را مکلف کرده‌است که تعداد مراکز پژوهشی دستگاه‌های اجرایی را، با استفاده از واگذاری آنها به بخش غیردولتی، انحلال، یا ادغام به یک واحد پژوهشی و تحقیقاتی تقلیل دهند. پیش از این، افزایش واحدهای پژوهشی که به صورت مستقل یا اکثراً وابسته به دانشگاه‌ها ویا وزارتخانه‌ها صورت گرفته‌بود، و از الگوی مشخصی پیروی ننموده بود.